# Nina Gavriljoek
Nina Vasiljevna Gavriljoek (Russisch: Нина Васильевна Гаврылюк) (Leningrad, 13 april 1965) is een voormalig Russisch langlaufer. 

## Carrière
Gavriljoek behaalde haar grootste successen op de estafette, in dit onderdeel werd Gavriljoek driemaal olympisch kampioen en zesmaal wereldkampioen. Individueel won Gavriljoek olympisch brons op de 15 kilometer in 1994. Op de wereldkampioenschappen won Gavriljoek individueel drie zilveren en één bronzen medaille.

## Belangrijkste resultaten

### Olympische Winterspelen
| Editie | Plaats         | Resultaten                                                        |
| ------ | -------------- | ----------------------------------------------------------------- |
| 1988   | Calgary        | DQ 20 km vrij · estafette                                         |
| 1994   | Lillehammer    | 11e 5 km klassiek · 15 km klassiek · 5e achtervolging · estafette |
| 1998   | Nagano         | 4e 15 km klassiek · 7e achtervolging · estafette                  |
| 2002   | Salt Lake City | 20e sprint vrij 5e achtervolging                                  |

### Wereldkampioenschappen langlaufen
| Jaar | Plaats              | Resultaten                                                                        |
| ---- | ------------------- | --------------------------------------------------------------------------------- |
| 1987 | Oberstdorf          | estafette                                                                         |
| 1989 | Lahti               | 5e 10 km vrij                                                                     |
| 1993 | Falun               | 15e 5 km klassiek · 8e 30 km vrij · 7e achtervolging · estafette                  |
| 1995 | Thunder Bay         | 5 km klassiek · 6e 15 km klassiek · achtervolging · estafette                     |
| 1997 | Trondheim           | 4e 5 km klassiek · 5e 15 km vrij · 13e 30 km klassiek · achtervolging · estafette |
| 1999 | Ramsau am Dachstein | 7e 5 km klassiek · 7e 15 km vrij · achtervolging · estafette                      |
| 2001 | Lahti               | 5e sprint vrij · 8e achtervolging · estafette                                     |
| 2003 | Val di Fiemme       | 8e 30 km vrij · 12e achtervolging · estafette                                     |